# The Babysitter’s Seduction
The Babysitter’s Seduction (conocida en España como La seducción de Michelle) es una película de drama y suspenso de 1996, dirigida por David Burton Morris, escrita por Shirley Tallman y Nancy Hersage, musicalizada por Jan Hammer, en la fotografía estuvo John L. Demps Jr. y los protagonistas son Stephen Collins, Keri Russell y Phylicia Rashad, entre otros. El filme fue realizado por Richard Maynard Productions y Hearst Entertainment, se estrenó el 22 de enero de 1996.

## Sinopsis
La progenitora de la familia en la que Michelle es niñera fallece imprevistamente. Le solicitan a Michelle que se haga cargo de los nenes, el padre va coqueteando con ella paulatinamente. Al momento que aparecen sospechas de que la madre fue víctima de homicidio (y había sido parte de una aventura), Michelle, sin darse cuenta, se ve inmersa en una red de falsedad, en un momento ella misma es sospechosa. Gradualmente descubrirá que las cosas no son como ella cree.